# Алфредо Атанасов
Алфредо Нестор Атанасов (на испански: Alfredo Néstor Atanasof) е аржентински политик от български произход. В периода от 2002 до 2003 г. началник на Кабинета на министрите на Аржентина. През 2002 г. заема длъжността министър на труда, заетостта и социалната сигурност на Аржентина. В периода от 1995 до 2013 г. в четири последователни мандата е депутат от провинция Буенос Айрес. От август 2020 г. е извънреден и пълномощен посланик на Република Аржентина в България.

## Биография
Алфредо Атанасов е роден на 24 ноември 1949 г. в Ла Плата, провинция Буенос Айрес, Аржентина.
Дядо му Стефан Атанасов е от София, емигрирал в Аржентина през 1911 г. по времена голяма емиграционна вълна от Царство България. Тогава дядо му е бил на 26 години.